# Oleh Platow
Oleh Platow (ukrainisch Олег Платов/Oleh Platow, russisch Олег Платов/Oleg Platow; * 8. April 1983(?) in Dnipropetrowsk, Ukrainische SSR, Sowjetunion) ist ein ukrainischer Schwergewichtsboxer.

## Profikarriere
Der Rechtsausleger Platow begann 1999 als Autodidakt mit dem Boxen und wurde als er erst 18-jährig war 2001 in Belgien Profi.
Nach den ersten fünf Kämpfen traf Platow 2002 auf den völlig unbekannten Franzosen Ludovic Mace, der ihn zu Boden schlug und nach Punkten besiegte. Doch Platow schlug ihn im Rückkampf im nächsten Jahr KO und startete eine zumindest statistisch gesehen beeindruckende Siegesserie gegen allerdings schwache Aufbaugegner, viele seiner Gegner hatten eine negative Kampfbilanz. Im November 2006 sorgte er mit einem Punktsieg gegen Henry Akinwande aber für einen deutlichen Ranglistensprung. Akinwande war zwar schon 41 Jahre alt, hatte aber erst zwei Niederlagen auf dem Konto.
2007 brauchte er zehn Runden um den Australier Colin Wilson der vorher schon 19 Niederlagen (10 davon durch Abbruch) aufgewiesen hatte, auszuknocken.
Am 8. Dezember 2007 boxte Platow gegen Danny Williams. Der Kampf wurde in der vierten Runde abgebrochen und er bekam keine Wertung, da einer der Boxer eine Cut-Verletzung durch einen Kopfstoß erlitt. Ein Rückkampf wurde angestrebt. Eigentlich sollte Platow gegen Cengiz Koç kämpfen. Koç sagte jedoch ab und so sprang Williams für ihn ein.
Er boxt für Sauerland und sparrt dort mit Nikolai Walujew und Alexander Powetkin.